# الحارث بن الصمة
الحارث بن الصِّمَّة (المتوفي سنة 4 هـ) صحابي من بني مبذول من الخزرج، شهد غزوة أحد، وقُتل يوم بئر معونة.

## سيرته
أسلم الحارث بن الصمة قبل الهجرة النبوية، ولما هاجر النبي محمد، آخى النبي محمد بينه وبين صهيب بن سنان. ولما خرج المسلمون إلى غزوة بدر، خرج معهم الحارث بن الصمة، إلا أنه كُسر في الروحاء، فردّه النبي محمد إلى المدينة المنورة، وضرب له بسهمه وأجره كمن شهدها.
وفي غزوة أحد، ثبت الحارث بن الصمة مع النبي محمد، وبايعه على الموت، وقتل يومها عثمان بن عبد الله بن المغيرة المخزومي، وغنم منه درعًا ومغفرًا وسيفًا، ولم ينل أحدًا من المسلمين مغنمًا سواه. لما افتقد النبي محمد عمه حمزة بن عبد المطلب بعد المعركة، خرج الحارث في طلبه فأبطأ الرجعة، فخرج علي بن أبي طالب، وهو يرتجز ويقول:
حتى وجد الحارث عند جثمان حمزة. شهد الحارث بعدئذ سرية المنذر بن عمرو في صفر 4 هـ، وقُتل فيمن قُتلوا يومئذ. كان للحارث من الولد، سعد أمه أم الحكم خولة بنت عقبة بن رافع الأشهلية الأوسية، وأبو الجهيم أمه عتيلة بنت كعب بن قيس النجارية الخزرجية.